# FN TPS
FN TPS (Tactical Police Shotgun) — помповое ружьё, разработанное и производимое компанией FN Herstal. Основан на модели Winchester Model 1300 и имеет множество схожих функций, таких как портированный ствол. Дробовик также имеет множество современных функций, в том числе регулируемый или фиксированный приклад А2, пистолетную рукоятку, регулируемые прицельные приспособления и планку Пикатинни MIL-STD-1913.  TPS оснащён мушкой и целиком в стиле M16A2. Прицелы регулируются как по высоте, так и по горизонтали.